# Droga sterco di Dio
Droga sterco di Dio è un film del 1989, diretto da Stelvio Massi.
Stelvio Massi e Gabrile Crisanti girarono il film assieme a Mondo cane oggi e lo intitolarono provvisoriamente Droga - Fiume senza ritorno. Dopo tre anni lo rimontarono e cambiarono il titolo in Crack - L'insidia del 2000, cambiato poi in Droga sterco di Dio. Tuttavia la pellicola non venne distribuita nei cinema italiani, ma solo in quelli della Colombia.